# Santa Teresa Club Deportivo
El Santa Teresa Club Deportivo es un club de fútbol femenino con sede en Badajoz (Extremadura) fundado en 1998. Actualmente no compite en ninguna categoría y está en vías de disolución debido a los problemas económicos que sufre la entidad.

## Historia
El equipo femenino del club se creó en 2009 y desde entonces el equipo ascendió de categoría año a año hasta que en 2014 consiguió el ascenso a la máxima categoría, la Primera División, en la que se mantuvo hasta el año 2018, descendiendo a Segunda División. En su temporada del debut en la 2014-15 y en la 2016-17 obtuvo su mejor clasificación en la élite acabando la temporada en la novena posición.
En la temporada 2018-19 consiguió el ascenso a la categoría recién creada Reto Iberdrola, cayendo derrotado en el último partido de la fase de ascenso a Primera División ante CD Tacón. En la campaña 2019-20 el equipo logró volver a la máxima categoría al finalizar la temporada en primera posición.
En la temporada 2020-21 el club pacense compite en la Primera Iberdrola. Tras un aceptable inicio el equipo finaliza en la 18.ª y última posición y desciende de categoría. Esto sucedió en medio de una situación complicada que tenía la directiva del club con las jugadoras y el propio entrenador por las condiciones laborales. Debido a estas razones, los dirigentes del club llevan a cabo una salida de un 90% de las jugadoras del primer equipo, realizando una renovación para evitar la polémica. Entre estos cambios, se incorpora al banquillo Manuel Fernández, en compensación por la destitución del entrenador Juan Carlos Antúnez.
La temporada 2021/22 en la vuelta a la Segunda División empezó con una victoria en casa pero la falta de adaptación de la nueva plantilla provocó que los resultados fueran cada vez peores hasta acabar la temporada en novena posición clasificándose a la fase de descenso a Tercera División, en esta fase se enfrentaría al Oviedo en busca de la salvación pero la derrota por 2 goles a 0 certificaría el descenso del club pacense.
Tras las malas gestiones del club por parte de la directiva empezaron a aparecer problemas económicos, el 5 de agosto de 2022 el presidente Manuel Guerra dimitió alegando motivos personales dejando su cargo a Mario Acedo Fernández que empezaría la temporada 2022/23 anunciando renovaciones y fichajes además de la llegada de Rubén Gallego como nuevo entrenador, pero el 22 de agosto de 2022 las jugadoras y cuerpo técnico de la temporada pasada emitieron un comunicado denunciando los impagos que llevaban sufriendo desde hacía meses dejando al club con una deuda de 95.000€, debido a la dura situación las jugadoras tanto del primer equipo como del filial no se presentaron a los encuentros de la primera jornada frente a FF La Solana y Extremadura Femenino respectivamente y tampoco se presentarían a los siguientes partidos hasta recibir el pago. Finalmente el equipo tampoco se presentó al encuentro correspondiente a la segunda jornada frente al Atlético Baleares siendo expulsado de la competición al acumular dos incomparecencias. Mientras tanto el equipo filial logró inscribir a todas sus jugadoras y pudo salir a competir en la Primera Nacional Femenina, cuarta categoría del fútbol femenino español.
El 14 de mayo de 2023, tras acabar el filial la temporada en novena posición, el Santa Teresa anunciaría en un comunicado que el equipo no saldría a competir la próxima temporada en ninguna de sus categorías debido a la inviabilidad del proyecto, iniciando así la disolución de la entidad tras 25 años de historia.

## Trayectoria

### Resumen de las temporadas
| Temporada | División                | Pos. | Copa de la Reina |
| --------- | ----------------------- | ---- | ---------------- |
| 2010-11   | 1ª Regional             | 1º   | -                |
| 2011-12   | 2ª División (Grupo 4)   | 6º   | -                |
| 2012-13   | 2ª División (Grupo 4)   | 2º   | -                |
| 2013-14   | 2ª División (Grupo 4)   | 1º   | -                |
| 2014-15   | 1ª División             | 9º   | No clasificó     |
| 2015-16   | 1ª División             | 11º  | No clasificó     |
| 2016-17   | 1ª División             | 9º   | No clasificó     |
| 2017-18   | 1ª División             | 16º  | No clasificó     |
| 2018-19   | 2ª División (Grupo 4)   | 1°   | -                |
| 2019-20   | 2ª División (Grupo Sur) | 1°   | -                |
| 2020-21   | 1ª División             | 18º  | No clasificó     |
| 2021-22   | 2ª División (Grupo Sur) | 9º   | 1/32             |
| 2022-23   | 3ª División (Grupo Sur) | 16º  | Primera Ronda    |

### Palmarés
| Competición nacional            | Títulos (4)       | Subcampeonatos (1) |
| ------------------------------- | ----------------- | ------------------ |
| Segunda División Grupo IV (3/1) | 2014, 2019, 2020. | 2013.              |
| Liga Regional (1/0)             | 2011.             |                    |